# Synagoge (Neumagen)
Die Synagoge in Neumagen wurde 1872 in der Bogengasse 234 (heutige Bogengasse 3) errichtet. Bei den Novemberpogromen 1938 wurde die Synagoge verwüstet. 1940 erwarb die Gemeinde Neumagen das Gebäude und verkaufte es 1956 an einen Privatmann der es zur Werkstatt umbautet. 1959 wurde das Gebäude, bis auf Teile der Außenwände, abgerissen. Diese wurden dann in das an dieser Stelle neu errichtete und noch heute genutzte Wohnhaus integriert. Das Wohnhaus gehört heute zum Kulturdenkmal Ortskern der Gemeinde Neumagen.

## Synagoge
Bereits um 1828 verfügte die Gemeinde über eine Synagoge in der Bogengasse. Aufgrund der Entwicklung der Mitgliederzahl der jüdischen Gemeinde war diese aber zu klein geworden. 1872 wurde dann, mit einem öffentlichen Zuschuss, eine neue Synagoge in der Bogengasse 234 (heutige Bogengasse 3) direkt neben der alten Synagoge errichtet. Das alte Synagogengebäude wurde zu einer Schule mit Wohnung für den Lehrer umgebaut. Bei der Synagoge handelte sich um einen einfachen traufständigen Schieferbruchsteinbau mit Satteldach. Das Eingangsportal mit Oberlicht lag auf der westlichen Giebelseite. Über dem Portal, im oberen Drittel der Giebelwand, war ein Rundfenster eingelassen. Die Längsseiten des Gebäudes verfügten über je zwei große Rundbogenfenster. Der Betsaal verfügte über eine Voutendecke. 1909 wurden die Fenster der Synagoge von Unbekannten eingeworfen. Eine Übernahme der Kosten für die Instandsetzung wurde von der Gemeinde Neumagen abgelehnt. Um 1928 wurde die Synagoge im Inneren mit neuen Wandmalereien versehen. Diese Arbeiten führte vermutlich der aus Trier stammende Künstler Max Lazarus aus. Bei den Novemberpogromen 1938 wurde das Innere der Synagoge vollständig verwüstet. Nachdem Pläne zum Umbau der Synagoge zu einer Turnhalle verworfen worden waren, erwarb die Gemeinde Neumagen 1940 das Gebäude für 2796 RM und veräußerte es 1956 an einen Privatmann, der die Synagoge zu einer Werkstatt umbaute. 1959 war das Gebäude baufällig und wurde bis auf Teile der Außenmauern abgerissen. Es entstand ein Neubau, in dem die noch vorhandenen Außenmauern integriert wurden. Erhalten ist heute noch die Fassung des Rundfensters im Westgiebel, in dem sich nun ein Rechteckfenster befindet. 2011 wurde an dem Gebäude eine Hinweistafel mit einer Zeichnung der ehemaligen Synagoge und einem Hinweistext angebracht. Das Gebäude ist Teil des Kulturdenkmals Ortskern der Gemeinde Neumagen.

## Jüdische Gemeinde Neumagen
Wohl bereits im 14. Jahrhundert siedelten Juden auf dem Gebiet von Neumagen, wie eine urkundliche Erwähnung eines jüdischen Einwohners von 1351 nahelegt. Dieser hatte den Herren von Neumagen Geld geliehen. Erst im 16. und 17. Jahrhundert werden dann wieder jüdische Familien in Neumagen erwähnt, die in dieser Zeit als Schutzjuden Abgaben an die Grafen von Sayn-Wittgenstein und die Grafen von Isenburg leisten mussten. Im 19. Jahrhundert nahm dann die Zahl der Gemeindemitglieder stark zu und erreichte 1857 ihren Höchststand. Ab diesem Zeitpunkt nahm die Mitgliederzahl immer mehr ab. 1889 wurde offiziell die Synagogengemeinde Neumagen gegründet, zu der auch die jüdischen Einwohner aus Niederemmel, Minheim, Rivenich, Hetzerath und Sehlem gehörten. Da in Niederemmel 1910 mehr jüdische Gemeindemitglieder lebten als in Neumagen stellten die Mitglieder der jüdischen Gemeinde Niederemmel einen Antrag auf Anerkennung als eigenständige jüdische Gemeinde, der allerdings abgelehnt wurde. Daraufhin änderte die Synagogengemeinde Neumagen ihren Namen und nannte sich fortan Synagogengemeinde Neumagen-Niederemmel. Die Gemeinde verfügte über eine Mikwe und eine jüdische Religionsschule, die 1891 in eine Elementarschule umgewandelt wurde. Es war ein eigener Religionslehrer, später ein Elementarschullehrer, eingestellt, der auch die Aufgaben des Vorbeters und Schochet innehatte. Die Verstorbenen wurden auf dem jüdischen Friedhof in Neumagen beigesetzt. Ab 1933, nach der Machtergreifung Adolf Hitlers, wurden die jüdischen Einwohner immer mehr entrechtet. Zudem kam es immer wieder zu antijüdischen Aktionen, die in den Novemberpogromen 1938 ihren Höhepunkt fanden. Dies hatte zur Folge, dass weitere jüdische Familien Neumagen verließen oder (unter anderem in die USA) emigrierten. Die letzten Einwohner jüdischen Glaubens wurden 1942 deportiert.

### Entwicklung der jüdischen Einwohnerzahl
| Jahr | Juden      | Jüdische Familien | Bemerkung                              |
| ---- | ---------- | ----------------- | -------------------------------------- |
| 1700 |            | 4                 |                                        |
| 1808 | 42 oder 44 |                   | Unterschiedliche Angaben in den Quelle |
| 1831 | 64         |                   |                                        |
| 1843 | 75         |                   |                                        |
| 1851 | 101        |                   |                                        |
| 1857 | 109        |                   |                                        |
| 1861 | 86         |                   |                                        |
| 1868 | 78         |                   |                                        |
| 1895 | 55         |                   |                                        |
| 1925 | 44         |                   |                                        |
| 1933 | 75         |                   | Mit Niederemmel                        |
| 1935 | 40         |                   |                                        |
| 1938 | 20         |                   |                                        |

Quelle: alemannia-judaica.de; jüdische-gemeinden.de
Das Gedenkbuch – Opfer der Verfolgung der Juden unter der nationalsozialistischen Gewaltherrschaft 1933–1945 und die Zentrale Datenbank der Namen der Holocaustopfer von Yad Vashem führen 18 Mitglieder der jüdischen Gemeinschaft Neumagen (die dort geboren wurden oder zeitweise lebten) auf, die während der Zeit des Nationalsozialismus ermordet wurden.